# ماریپوزا (کالیفرنیا)
ماریپوزا (به انگلیسی: Mariposa) یک منطقهٔ مسکونی در ایالات متحده آمریکا است که در شهرستان ماریپوزا، کالیفرنیا واقع شده‌است. ماریپوزا ۳۳٫۳۶۱ کیلومتر مربع مساحت و ۲٬۱۷۳ نفر جمعیت دارد و ۵۹۴ متر بالاتر از سطح دریا قرار دارد.